# Xylocopa ocellaris
Xylocopa ocellaris är en biart som beskrevs av Pérez 1901. Xylocopa ocellaris ingår i släktet snickarbin, och familjen långtungebin. Inga underarter finns listade i Catalogue of Life.